# Quota de mercado

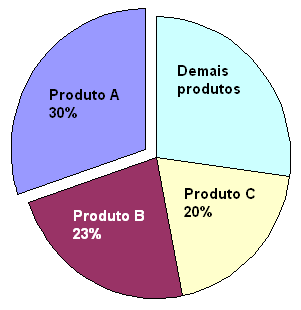
Exemplo de uma representação da quota de mercado, num gráfico de setor. Nesse caso o produto A, B e C dominam juntos o mercado, sendo que o A possui a maior fatia do mercado.

Uma quota de mercado, também chamada de fatia de mercado, participação no mercado, porção no mercado e market share, designa a quantidade absoluta e relativa de mercado detida por uma organização.
Sua medida, principalmente quantificada em termos percentuais, traduz a quantidade do mercado dominada por uma empresa. Divide-se o número total de unidades que a empresa vendeu pelo total de unidades vendidas no segmento em que a empresa atua. O valor pode ser obtido ainda da divisão do valor total em vendas da empresa pelo valor total em vendas do segmento.
O valor de um produto ou serviço às vezes aumenta exponencialmente com a quota de mercado, pois quanto mais útil ele se torna, mais essencial será para os consumidores ou comunidades de usuário. Porém, esta equação nem sempre é verdadeira, principalmente quando analisamos mercados regidos por uma política de guerra de preços.
Como Kotler (2000) afirma, se as vendas de determinada empresa crescerem cinco por cento ao ano, mas as vendas do setor crescerem dez por cento ao ano, a empresa estará perdendo participação no mercado, pois não estará conseguindo acompanhar o crescimento setorial. Porém, a quota de mercado está voltada para o desenvolvimento de novas empresas para entre si fazer uso de novos atributos e saber quanto cada empresa tem de porção do mercado.
O conceito de quota de mercado pode ser inserido no contexto de disputa de mercado: tal "quota"  pode a participação de uma empresa em algum ramo de atuação. Por exemplo: em uma pesquisa sobre empresas de telefonia, o valor de quanto cada operadora detém de fatia de consumidores é a sua respectiva quota de mercado. Ou seja, se uma empresa tem 20% de participação, sua quota de mercado será de 20%.